# Sybra pseudincana
Sybra pseudincana es una especie de escarabajo del género Sybra, familia Cerambycidae. Fue descrita científicamente por Breuning en 1939.
Habita en Indonesia (islas de la Sonda, islas Salomón, islas Molucas) y Papúa Nueva Guinea. Esta especie mide 9-11,25 mm.